# بالفراگ (یوتا)
بالفراگ (به انگلیسی: Bullfrog) یک منطقهٔ مسکونی در ایالات متحده آمریکا است که در شهرستان کین، یوتا واقع شده‌است.